# Nyctibatrachus sylvaticus
Nyctibatrachus sylvaticus är en groddjursart som beskrevs av Rao 1937. Nyctibatrachus sylvaticus ingår i släktet Nyctibatrachus och familjen Nyctibatrachidae. IUCN kategoriserar arten globalt som otillräckligt studerad. Inga underarter finns listade i Catalogue of Life.